# تراویس میلن
تراویس میلن (به انگلیسی: Travis Milne) (زاده ۱۸ ژوئیه ۱۹۸۶) بازیگر کانادایی است.
از فیلم‌های معروف او می‌توان به بازی در مجموعه تلویزیونی پلیس‌های تازه‌کار اشاره کرد.